# Братина

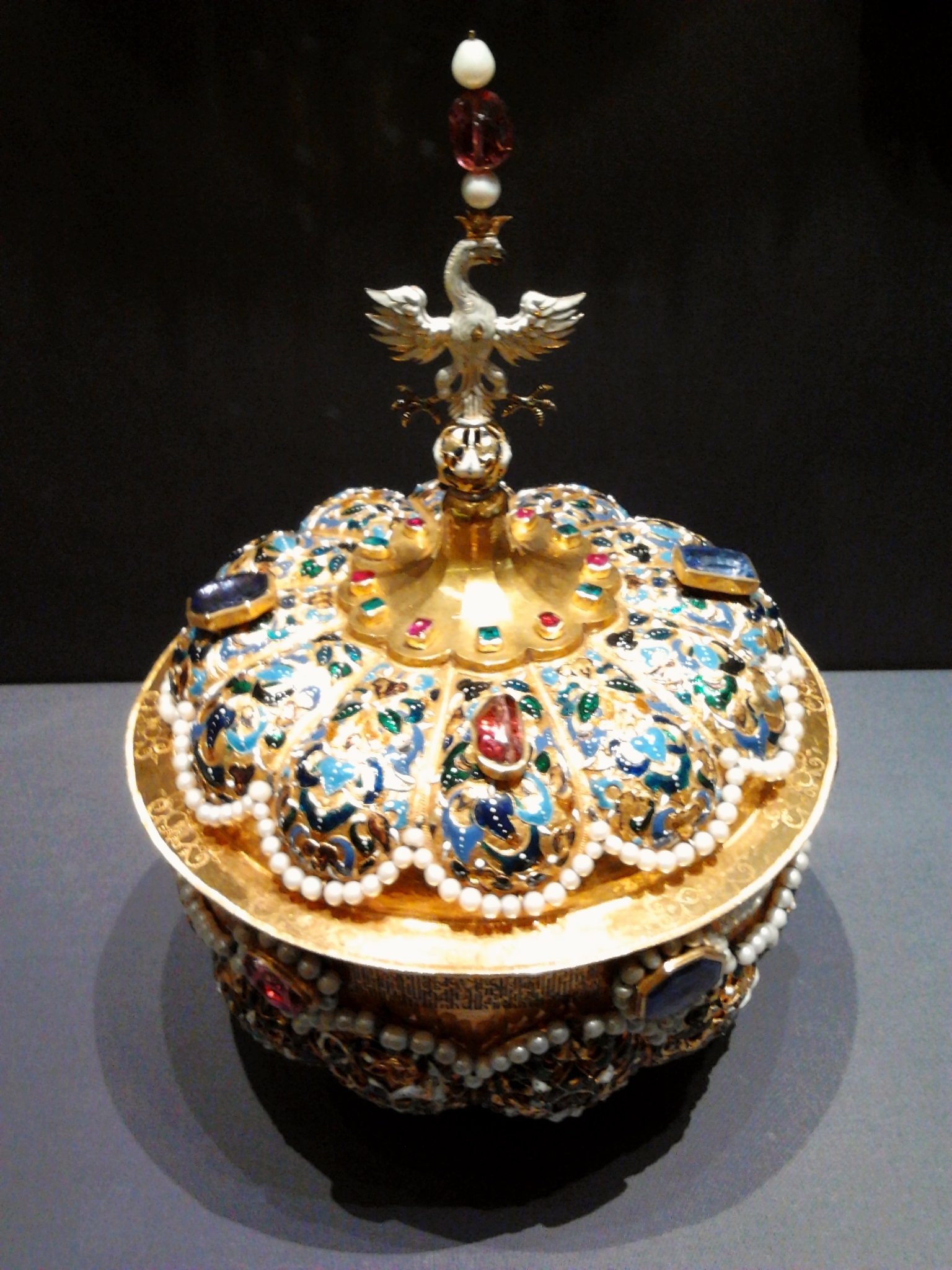
Братина Владислава IV Ваза

Брати́на — велика куляста посудина для групового пиття певного колективу. Відома з часів Київської Русі, використовувалася на території України до XVIII століття, частування з братини відбувалося по колу, тобто частування «всієї братії». Пиття з братини означало обряд братання і мало сакральний сенс. Пили з братини, черпаючи чарками або ковшами. Братину називали відерною чаркою предків.
Обряд пиття з братини був символом єдності, дружби та вірності. Братину передавали по колу гостей, і кожен гість пив з неї напій (зазвичай вино або пиво), передаючи її від одного сусіда до іншого. Це дійство символізувало давню слов'янську (у тому числі українську) парадигму: «Я тебе покликав на свій хліб-сіль та випити вина. Віднині ти мені став братом!». В результаті обряду братчини забувалися чвари, старі образи та виникало відчуття духовної спорідненості. На виготовлення братин годився будь-який матеріал, наприклад, дерево чи залізо. Але інколи братини робили зі срібла і прикрашали коштовним камінням. Братини оздоблювали різьбою, емалями «яблуками», «лускою», «шишечками», карбуванням. Досить часто на вінцях братин робили написи-заклики до миру та взаєморозуміння і дарували найвизначнішим особам. Такі традиції побутували з часів Київської Русі та закінчуючи XVIII століттям.